# Pseudobotrys dorae
Pseudobotrys dorae là một loài thực vật có hoa trong họ Cardiopteridaceae. Loài này được Moeser miêu tả khoa học đầu tiên năm 1912.